# Aleksiejewka (okręg miejski Kinieli)
Aleksiejewka (ros. Алексеевка) – osiedle w Rosji, w obwodzie samarskim, w okręgu miejskim Kinieli. W 2010 liczyło 10 411 mieszkańców.